# Sarutahiko Ōkami
Saruta-hiko (猿田彦/猿田毘古) est une divinité du panthéon shintoïste. C'est un kami protecteur très puissant consacré au temple Tsubaki Ōkami-yashiro (椿大神社). Il est le dirigeant des kamis terrestres et le gardien du pont du ciel, ainsi que celui qui accueillit Ninigi-no-Mikoto le petit-fils d'Amaterasu lorsque celui-ci descendit de Takamagahara. Il apparaît très souvent dans le Kojiki accompagné de sa femme Ame-no-Uzume. Dans un passage important du Kojiki, on le voit décidant de prendre le contrôle du monde et refusant de partager la Terre avec Ninigi-no-Mikoto, jusqu'à ce que sa femme ne vienne le convaincre.[Information douteuse]

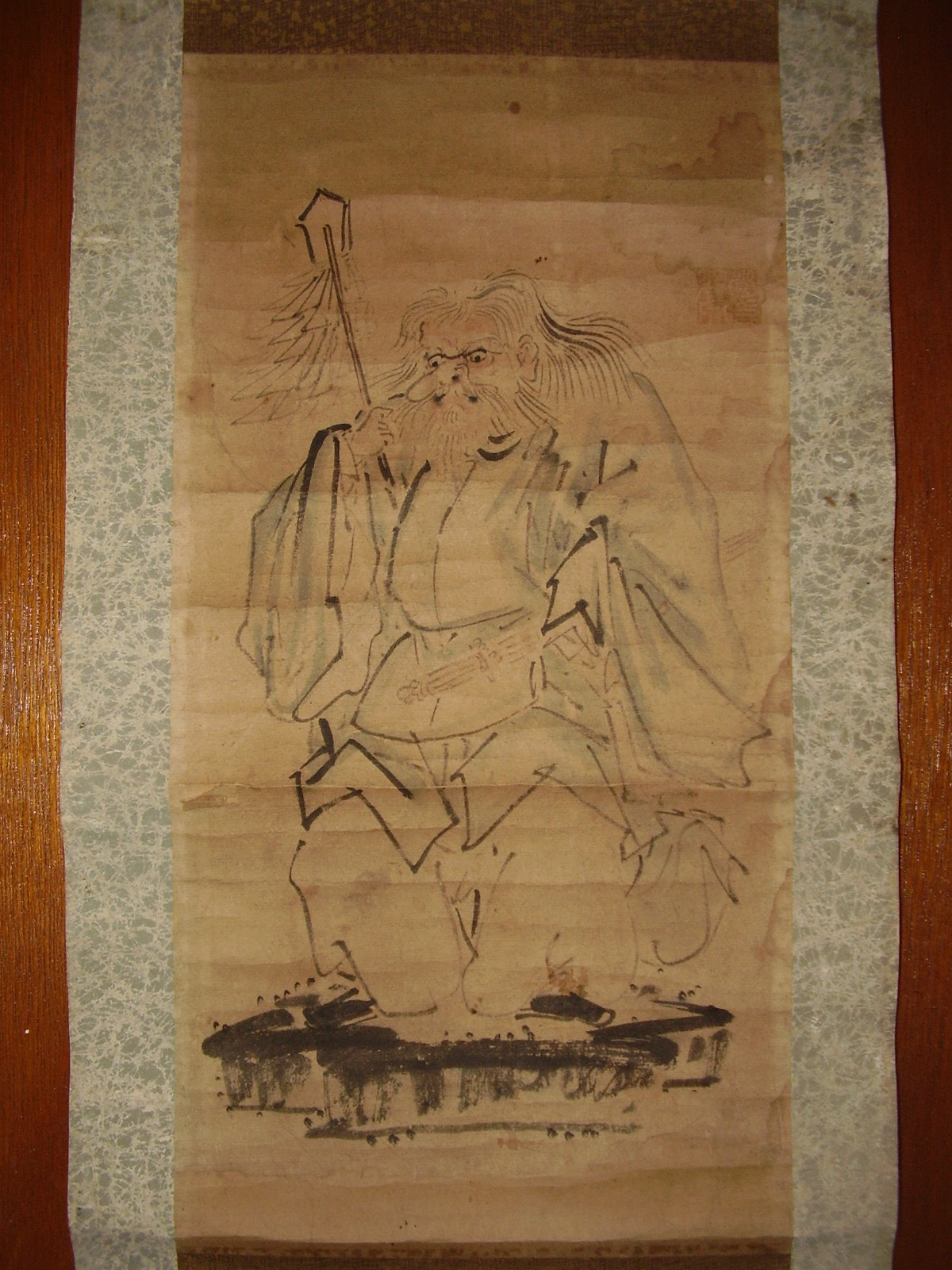
Représentation de Sarutahiko Ōkami, peinture japonaise de la fin du XIXe siècle.

Saruta-hiko est un des sept kamis à posséder le titre de ōkami (大神), les autres étant Izanagi, Izanami, Chigaeshi no ōkami (kami gardien scellant l'entrée de Yomi), Toyouke Ōmikami (déesse pourvoyant nourriture, vêtements et abri au service d'Amaterasu) et Sashikuni Ōkami et Amaterasu elle-même. Tous sont des amatsukami (déités célestes), à l'exception de Sarutahiko qui fait partie des kunitsukami (déités terrestres).[réf. à confirmer]

## Description
Saruta-hiko est décrit comme imposant, barbu et armé d'une épée incrustée de pierres précieuses[réf. nécessaire] ou d'une lance représentant son rôle de protecteur. Dans les fêtes religieuses, il est représenté sous les traits d'un tengu[réf. nécessaire]. C'est un symbole de force autant physique que morale, c'est pourquoi il est le patron de certains arts martiaux comme l'aikido[réf. nécessaire]. La tradition l'associe à la mer et aux pêcheurs[réf. nécessaire].

## Origines

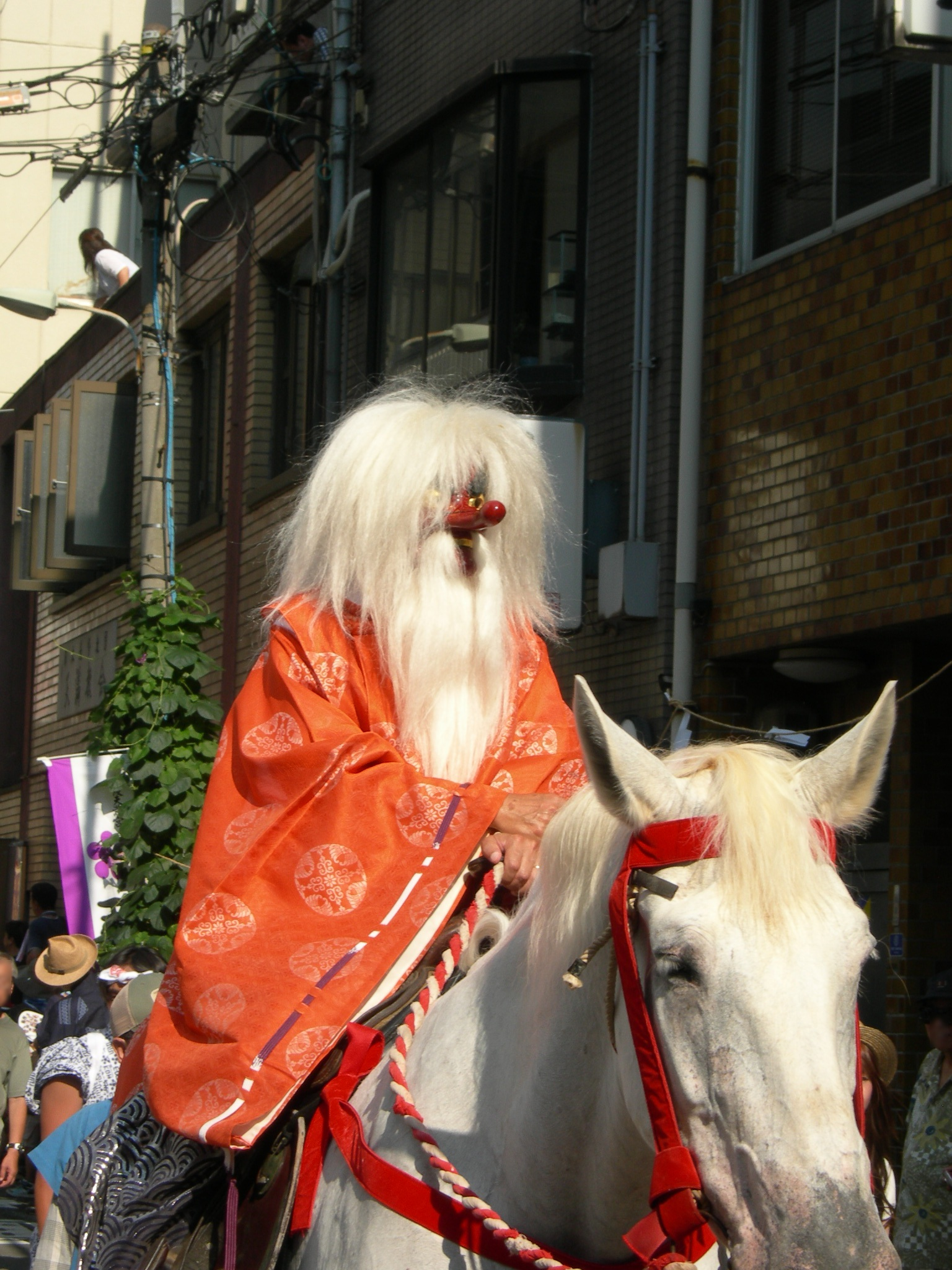
Saruta-hiko au Tenjin matsuri d'Osaka en 2010.

Le culte de Saruta-hiko prend ses origines dans la croyance populaire du Kōshin, qui sont des périodes particulières du calendrier chinois. Cette croyance issue du taoïsme veut que le soir du jour Kōshin, ou Kanoë-Saru revenant tous les soixante jours, l'insecte Sanshi vivant dans le corps des humains s'en aille raconter à Tentei (天帝, personnification des Cieux dans le confucianisme, similaire à l'Empereur de jade), les mauvaises actions de l'humain qu'il habite, attirant sur son hôte la colère du dieu. La nuit du Kōshin, il était donc usuel de ne pas dormir et participer à grand bruit à des évènements festifs de façon que Sanshi ne quitte pas le corps des humains.
Cette croyance, ancrée en Chine, se répandit au Japon durant la période Heian, où des soirées Kōshin-machi (ou « attente du Kōshin ») étaient tenues par l'aristocratie. Le plus ancien témoignage de cette croyance remonte à 838. La croyance devint populaire durant la période Edo où le peuple commença à organiser des veillées Kōshin-machi puis inventa des divinités en rapport avec cette célébration.
Il semblerait que le kami Kōshin ait été associé à Saruta-hiko durant cette période.
Saruta-hiko fait partie des dōsojin, des déités phalliques japonaises représentées par couples dont l'origine pourrait remonter à la période Jōmon (entre -12 500 ans et -300 ans avant Jésus-Christ). Ces déités ont toutes pour point commun d'être des divinités liées à la terre, protectrices des récoltes et de la fécondité. C'est aussi un des kamis dits terrestres, dont il est le dirigeant.

## Mythe
Saruta-hiko apparaît dans le Kojiki, le Nihon shoki ainsi que le Kogo Shūi, tous des textes fondateurs de la religion shinto. Sa première apparition intervient lors de la descente de Ninigi du ciel vers la terre, accompagné de Ame no Uzume. Effrayés par l'apparence de Saruta-hiko et ne sachant pas qui il est, Ninigi envoie Ame no Uzume en reconnaissance. Saruta-hiko se présente et il est décidé qu'il accompagnera la visite de Ninigi sur Terre,,.

## Culte
Son culte est consacré au temple Tsubaki Ōkami-yashiro (椿大神社) dont il est la divinité principale, tutélaire et protectrice.
Le 97e grand prêtre du Tsubaki, Ōkami-yashiro, a analysé le nom de Saruta-hiko comme étant composé des mots « sa », qui viendrait de « sawake », « diviser » ; « ru » de « ruten », « protéger » ; « ta », « terre ou rizière » ; « hi », le « soleil » et « ko », l'« enfant ».

## Honneur
L'astéroïde (10768) Sarutahiko est nommé en son honneur.